# Хамидов, Мирзохамид
Мирзохамид Хамидов — советский хозяйственный и государственный деятель, лауреат Государственной премии СССР за выдающиеся достижения в труде.

## Биография
Родился в 1940 году в Таджикской ССР. Член КПСС с 1965 года.
Образование среднее специальное и высшее партийное.
В 1960—1991 — токарь-автоматчик завода «Таджиктекстильмаш», бригадир токарей-автоматчиков Таджикского машиностроительного объединения «Таджиктекстиль» имени Ф. Э. Дзержинского.
За большой личный вклад в дело повышения культуры и качества обслуживания населения был в составе коллектива удостоен Государственной премии СССР за выдающиеся достижения в труде 1983 года.
Депутат Верховного Совета Таджикской ССР 9-11-го созывов. Делегат XXIV и XXVI съездов КПСС.
Жил в Душанбе.

## Награды
- Орден Трудового Красного Знамени (1971, 10.03.1981)